# أم المخاييل
قرية أم المخاييل هي إحدى القرى الواقعة في عالية نجد شرق محافظة الحناكية التابعة لامارة المدينة المنورة.

## قرية أم المخاييل
- الفئة: قرية
- المجتمع السكاني: قبلي الوطابين من الصعبه مطير
- المحافظة: الحناكية
- الموقع: شرق الحناكية عالية نجد
- المرجع الإداري: المدينة المنورة

## لمحة جغرافية
تبعد عن الحناكية (170) كم وتبعد عن العمق(30) كم. وتبعد (10) كم عن جبال عويشزة والحما السوداء التابعة لقرية الصعبية